# Jousterpijp
De Jousterpijp (of Kleinzanderpijp) is een voormalige waterpoort en tegenwoordig brug in de stad Sneek, deze vormt de overkruising van het Kleinzand en Jousterkade.
Deze waterpoort vormde de ingang van de stad voor schepen uit de richting van Joure. In 1764 was deze poort zeer in verval geraakt, waarna deze geheel afbrak. In de plaats werd een stenen brug (of pijp) gebouwd, deze werd van boven met ijzeren leuningen en met stenen en houten voorzien.
Heden is deze brug, zij het gemoderniseerde vorm, nog altijd aanwezig.
Dúvelsrak · Geeuwbruggen · Harinxmabrug · Jousterpijp · Koninginnebrug · Krúsrak · Laatste Stuiverbrug · Oppenhuizerbrug · Wonderbrug · Woudvaartbrug